# Claudia Gerstäcker
Claudia Gerstäcker (* 6. November 1936 in Innsbruck, Österreich; † 18. Oktober 2023 ebenda) war eine österreichische Schauspielerin.

## Leben
Claudia Gerstäcker erhielt ihre künstlerische Ausbildung an der Otto-Falckenberg-Schule und spielte anschließend in Wiesbaden, Heilbronn, Stuttgart und Frankfurt am Main Theater. Bereits Mitte der 1950er Jahre kamen Angebote vom Film hinzu. Dort ließ man sie anfänglich zumeist junge Bedienstete aller Arten spielen.
Bereits 1958 debütierte Claudia Gerstäcker beim Fernsehen, bekannt machte sie Anfang 1966 die Nebenrolle der Carol Stewart in dem Krimidreiteiler Melissa. Im darauf folgenden Jahr erhielt sie eine durchgehende Rolle in einem weiteren Mehrteiler, Flucht ohne Ausweg. Es folgten bis in die frühen 80er Jahre hinein zahlreiche weitere TV-Rollen, sowohl in Einzelproduktionen als auch in Fernsehserien. Claudia Gerstäcker wirkte mit einer Episodenrolle auch in Dieter Wedels großem Publikumserfolg Alle Jahre wieder – Die Familie Semmeling mit.
Claudia Gerstäcker hat aus ihrer Ehe einen Sohn.

## Filmografie (Auswahl)
- 1955: Heldentum nach Ladenschluß
- 1955: Rosenmontag
- 1956: Johannisnacht
- 1957: Er und Sie – Fernsehkurs für das Leben zu zweit (Fernsehserie, 3 Folgen)
- 1958: Blitzmädels an die Front
- 1958: Eine Reise ins Glück
- 1959: Dorothea Angermann
- 1959: Das Totenschiff
- 1961: Der jüngste Tag (Fernsehfilm)
- 1963: Der Arzt am Scheidewege (Fernsehfilm)
- 1964: Der Familienvater (Fernsehfilm)
- 1964: Hotel Iphigenie (Fernsehfilm)
- 1965: Die Null zählt mit (Fernsehfilm)
- 1966: Melissa (Miniserie, 3 Folgen)
- 1967: O‘Flaherty (Fernsehfilm)
- 1967: Flucht ohne Ausweg (TV-Dreiteiler)
- 1968: Der Staudamm (Fernsehserie, Episode 6)
- 1969: Gnade für Timothy Evans (Fernsehfilm)
- 1969: Der Gerechte (Fernsehfilm)
- 1972: Galgentoni (Fernsehfilm)
- 1973: Die Reise nach Mallorca (Miniserie)
- 1975: Bitte keine Polizei (Fernsehserie, Folge Diamanten vom Himmel)
- 1976: Alle Jahre wieder – Die Familie Semmeling (Miniserie, 3 Folgen)
- 1976: Weder Tag noch Stunde (Fernsehfilm)
- 1978: Wallenstein (Fernsehserie, 1 Folge)
- 1983: Derrick (Fernsehserie, Folge Geheimnisse einer Nacht)